# Серноярви
Серноярви — озеро на территории Сосновецкого сельского поселения Беломорского района Республики Карелии.

## Общие сведения
Площадь озера — 3,4 км², площадь водосборного бассейна — 95,2 км². Располагается на высоте 119,5 метров над уровнем моря.
Форма озера лопастная, продолговатая: оно вытянуто с северо-запада на юго-восток. Берега изрезанные, преимущественно заболоченные.
Озеро входит в цепочку озёр «Верхнее Венозеро → Венъярви → Вирнаволокское (с притоком из озера Кулаковского) → Серноярви», через которые протекает водоток без названия, впадающий в озеро Берёзовое. Последнее соединяется короткой протокой с озером Тунгудским, через которое протекает река Тунгуда, впадающая в реку Нижний Выг.
В озере расположено не менее пяти безымянных островов различной площади.
Код объекта в государственном водном реестре — 02020001311102000008616.